# Ciro Ferri

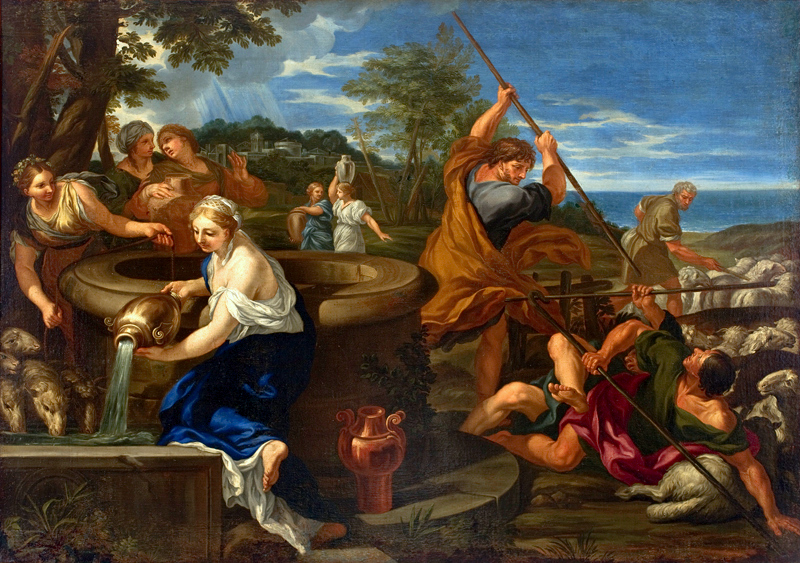
Moisés e as Filhas de Jetro (1660-1689). Pintura de Ciro Ferri (Museu de Arte de São Paulo, São Paulo).

Ciro Ferri (Roma, 1634 - 1689) foi um pintor do Barroco italiano, principal discípulo e sucessor de Pietro da Cortona.
Ciro Ferri nasceu em Roma, em 1634, filho de Giovanni Stefano Ferri, um marceneiro genovês que o introduz no ateliê de Pietro da Cortona, provavelmente logo após 1647, ano em que este regressa definitivamente de Florença.
Em 1657, Ferri é admitido na Accademia di San Lucca, o que reflete um renome já estabelecido, mas é como auxiliar de Cortona que o artista participa dos grandes ciclos decorativos barrocos, na cúpula de Santa Maria in Vallicella (1647-1651), no Palazzo Pamphilj (1651-1654), no Palácio do Quirinal (1656), no Palácio Pitti (1659-1661 e 1663-1665) e nos cartões para os mosaicos de São Pedro (1669).
Em 1665, Ciro parte para Bérgamo, onde é incumbido de decorar com telas as diversas seções do forro da Basílica de Santa Maria Maior, segundo um princípio que não se coadunava com suas expectativas de uma vasta decoração barroca. Trata-se, apesar disso, de uma das mais autênticas criações de sua carreira, ao lado das Quatro Estações (1670), no Palácio Falconieri em Frascati.
Possivelmente, é a morte de Cortona em 1669, que trará o discípulo de volta a Roma, onde assuma a responsabilidade pelos trabalhos deixados pelo mestre. Ferri alcança então o ápice de seu prestígio, de que são expressões a encomenda maior de sua vida, a decoração da cúpula da igreja de Sant'Agnese in Agone, na Piazza Navona (1670-1672), bem como sua nomeação à frente da Academia dos Médici em Roma, estabelecida em 1673 pelo grão-duque Cosimo III.
Nos anos finais de sua vida, dedica-se progressivamente à arquitetura e à escultura, muitas vezes em colaboração com o escultor e estucador E. Ferrata. Ainda em 1686, o artista assina e data um "Matrimônio Místico de Santa Catarina", hoje no Museo di Palazzo Venezia, que atesta uma imperturbável fidelidade ao mais estrito cortonismo.